# Fráech Mac Idath
Fráech Mac Idath, dans la mythologie celtique irlandaise est un guerrier héroïque du Connaught, fils d'Idach et de Befinn la reine des fées et la sœur de la déesse Boand. Son nom signifie « Bruyère, fils d’if ». Il apparaît principalement dans deux textes du Cycle d'Ulster : Táin Bó Fráich (la Razzia de Fraich) et Táin Bó Cúailnge (la Razzia des vaches de Cooley). Il est apparenté aux Fir Domnann. 

## Táin Bó Fráich
D’après ce récit, Fráech est le plus bel homme d’Irlande et d’Écosse, cinquante fils de rois composent sa maison. Apprenant que Findabair, la fille du roi Ailill et de la reine Medb, est amoureuse de lui, il décide de la rencontrer et se rend en somptueux équipage à la cour (château de Cruachan) où il est bien accueilli. Pendant trois jours et trois nuits, il joue aux échecs avec la reine puis la cour festoie pendant trois autres jours. Une nuit, il rencontre Findabair près de la fontaine, il lui propose de l’enlever, mais elle juge que cela n’est pas convenable. Finalement, les parents acceptent l’union, mais exigent une forte dot et sa promesse de participer à la razzia des vaches de Cooley ; Fráech refuse de payer la somme. Ailill et Medb décident alors d’éliminer le prétendant en le faisant se baigner dans un lac habité par un monstre. La bête s’enroule autour de son corps, Findabair enlève rapidement ses vêtements et se jette à l'eau, avec l'épée de Fráech qui décapite le monstre. Après une réconciliation générale, le mariage est accepté.
De retour chez lui, Fráech apprend que son bétail ses trois fils et sa femme ont été enlevés et emmenés dans les Alpes, à l’exception de trois vaches qui se trouvent chez les Pictes, en Écosse. Accompagné de « trois neuvaines d'hommes », il rencontre Conall Cernach, qui lui propose son aide. Ils traversent l’Angleterre, la mer des Wight, la Lombardie, et arrivent dans les Alpes. Ils attaquent et pillent la forteresse où sont retenus les otages, puis retournent en Irlande.

## Táin Bó Cúailnge
Conformément à la promesse faite à Medb et Ailill, Fráech participe à la razzia des vaches de Cooley (Cooley est l'anglicisation du toponyme gaélique Cúailnge). Cette guerre contre l’Ulster résulte d’une dispute entre les souverains du Connaught, à propos de leurs richesses réciproques et donc de la préséance que cela induit. Il s’avère qu’Ailill possède un taureau de plus que Medb ; ne pouvant s’approprier amiablement le taureau magique de Daré, elle décide d’envahir le royaume voisin.
Le royaume d’Ulster est défendu par l’implacable guerrier Cúchulainn, qui repousse toutes les attaques. Fráech meurt noyé, lors d’un combat singulier contre le héros. Son corps a été emporté par cent cinquante bansidh, vêtues de robes vertes. 
Son nom reste associé au tumulus de Carnfree (à proximité de Tulsk dans le comté de Roscommon), sous le toponyme de « Carn Fraoich ».

## Sources et bibliographie
Source primaire
La Rafle des vaches de Cooley, récit celtique irlandais traduit de l'irlandais, présenté et annoté par Alain Deniel, L’Harmattan, Paris, 1997,  (ISBN 2-7384-5250-7)